# Лесюк Тарас Васильович
Тара́с Лесю́к (нар. 21 серпня 1996) — український біатлоніст. З 2018 року виступає за основну збірну України. У сезоні 2018/19 років дебютував на Кубку світу.

## Життєпис
Народився 21 серпня 1996 року в селі Текуча, Косівський район, Івано-Франківська область, Україна.
Біатлоном розпочав займатися у віці 14 років.

### Кар'єра
У грудні 2013 року, у віці 17 років, брав участь у своїх перших міжнародних змаганнях у спринті Кубка IBU в Обертілліяху. Після цього більше не з'являвся у змаганнях до 2015 року, коли почав виступати на юніорському рівні.
На початку 2017 року вперше піднявся на п'єдестал, завоювавши бронзову медаль у змішаній естафеті юніорського Кубку IBU в Поклюці. Пізніше, того ж року, завоював золото в гонці переслідування та командне срібло в змішаній естафеті на юніорських змаганнях Чемпіонату світу з літнього біатлону. Ці досягнення стали його єдиними перемогами на юніорському рівні.
З сезону 2017/18 років стабільно брав участь у Кубку IBU та досягав результатів у ТОП-30. Два фініші в ТОП-15 у січні 2019 року принесли йому дебют у Кубку світу під час північноамериканських етапів у Кенморі (Канада) та Солт-Лейк-Сіті (США). У своєму першому виступі, експериментальній короткій індивідуальній гонці в Кенморі, одразу набрав очки Кубка світу, фінішувавши 32-м.
Своє перше місце в ТОП-10 Кубка IBU досяг за підсумками сезону 2019/20 років.
Наступної зими вперше піднявся на подіум з командою в естафеті в Арбері та покращив свій індивідуальний результат в Обертілліяху до п'ятого місця.
У сезоні 2021/22 років спочатку знову потрапив до складу Кубка світу та провів свою першу гонку переслідування найвищого рівня на змаганнях у Ле-Гран-Борнан. Крім того, він фінішував шостим в індивідуальній гонці на Чемпіонаті Європи 2022 року.
На початку зимового сезону 2022/23 років набирав очки в індивідуальній гонці, спринті та гонці переслідування в Контіолахті, тричі поспіль фінішувавши 40-м. Найкращим результатом сезону в Кубку світу було 29 місце в індивідуальній гонці в Рупольдінгу, але в подальшому був перенаправлений на Чемпіонат Європи та Кубок IBU, де зміг досягти десятого місця в спринті наприкінці зими.

## Результати змагань
Усі результати взяті з офіційного сайту Міжнародного союзу біатлоністів (англ. International Biathlon Union, IBU).

### Чемпіонат світу
0 медалей
| Подія            | Інд | Спр | Пр | МС | Ест | ЗЕ | ОЗЕ |
| ---------------- | --- | --- | -- | -- | --- | -- | --- |
| 2024 Нове Место  | 72  | 67  | —  | —  | —   | —  | —   |
| 2025 Ленцергайде | —   | 65  | —  | —  | 8   | —  | —   |

### Кубок світу
| Сезон   | Загальний залік | Загальний залік             | Загальний залік             | Індивідуальна               | Індивідуальна               | Спринт                      | Спринт                      | Переслідування              | Переслідування              | Масстарт                    | Масстарт                    |
| Сезон   | Гонки           | Очки                        | Місце                       | Очки                        | Місце                       | Очки                        | Місце                       | Очки                        | Місце                       | Очки                        | Місце                       |
| ------- | --------------- | --------------------------- | --------------------------- | --------------------------- | --------------------------- | --------------------------- | --------------------------- | --------------------------- | --------------------------- | --------------------------- | --------------------------- |
| 2018/19 | 2/25            | 9                           | 93                          | 9                           | 61                          | —                           | —                           | —                           | —                           | —                           | —                           |
| 2019/20 | 1/21            | Не заробив очок Кубка світу | Не заробив очок Кубка світу | Не заробив очок Кубка світу | Не заробив очок Кубка світу | Не заробив очок Кубка світу | Не заробив очок Кубка світу | Не заробив очок Кубка світу | Не заробив очок Кубка світу | Не заробив очок Кубка світу | Не заробив очок Кубка світу |
| 2020/21 | 2/26            | Не заробив очок Кубка світу | Не заробив очок Кубка світу | Не заробив очок Кубка світу | Не заробив очок Кубка світу | Не заробив очок Кубка світу | Не заробив очок Кубка світу | Не заробив очок Кубка світу | Не заробив очок Кубка світу | Не заробив очок Кубка світу | Не заробив очок Кубка світу |
| 2021/22 | 5/22            | Не заробив очок Кубка світу | Не заробив очок Кубка світу | Не заробив очок Кубка світу | Не заробив очок Кубка світу | Не заробив очок Кубка світу | Не заробив очок Кубка світу | Не заробив очок Кубка світу | Не заробив очок Кубка світу | Не заробив очок Кубка світу | Не заробив очок Кубка світу |
| 2022/23 | 8/21            | 15                          | 78                          | 13                          | 50                          | 1                           | 84                          | 1                           | 75                          | —                           | —                           |
| 2023/24 | 11/21           | 8                           | 80                          | 8                           | 56                          | —                           | —                           | —                           | —                           | —                           | —                           |

### Чемпіонат Європи
0 медалей
| Подія              | Інд          | Спр | Пр | ЗЕ |
| ------------------ | ------------ | --- | -- | -- |
| 2018 Валь-Ріданна  | 48           | —   | —  | —  |
| 2019 Мінськ        | Не стартував | 90  | —  | —  |
| 2021 Душники-Здруй | 57           | 73  | —  | —  |
| 2022 Арбер         | 6            | 56  | 22 | 8  |
| 2023 Ленцергайде   | 47           | 24  | 34 | —  |
| 2024 Осрбліє       | 58           | 53  | 39 | —  |

## Особисте життя
16 травня 2024 року, у Всесвітній день вишиванки, одружився з Юлією Підручною, сестрою лідера збірної України з біатлону Дмитра Підручного.